# Sanctuaire Notre-Dame-du-Lys de Prato
Le sanctuaire Notre-Dame-du-Lys (en italien : Santuario di Nostra Signora del Giglio, en lombard : Santüari d'la Madóna del Gìgliu) est une église du XVIIe siècle située sur le territoire de la commune de Prato, dans la province de Prato en Toscane, en Italie.

## Historique
En 1270, se dressait au même endroit l'église de l'hôpital Saint-Sylvestre, fondé par Dolce de Mazzamuti. Cette église fut transformée en sanctuaire par l'architecte Pier Francesco Silvani (it), après qu'une série de miracles s'y soient produits. Ainsi, le 26 août 1664, un lys desséché a refleuri devant une peinture murale du Quattrocento représentant une Vierge à l'Enfant peinte sur un mur extérieur de l'église en face d'un puits. En 1680, le projet fut terminé par l'intégration de la peinture vénérée au centre du maître-autel imposant en scagliola réalisé par Giovan Battista Balatri en 1665.
Une peinture intitulée Santi Francesco Saverio e Pietro d'Alcantara (Saints Francois Xavier et Pierre d'Alcántara), œuvre du peintre Alessandro Rosi, surmonte un des autels latéraux réalisés entre 1670 et 1674.
Depuis 1980 et jusqu'à son décès en 2021, le recteur du sanctuaire était Renzo Francalanci, archimandrite de l'Église melkite, qui a couronné d'or la Vierge de la fresque du maître-autel, en faisant une Maria incoronata Regina (Marie, reine couronnée). Il a également institué la Communauté des Chevaliers du Lys comme gardiens et protecteurs laïcs du sanctuaire.

## Galerie photographique

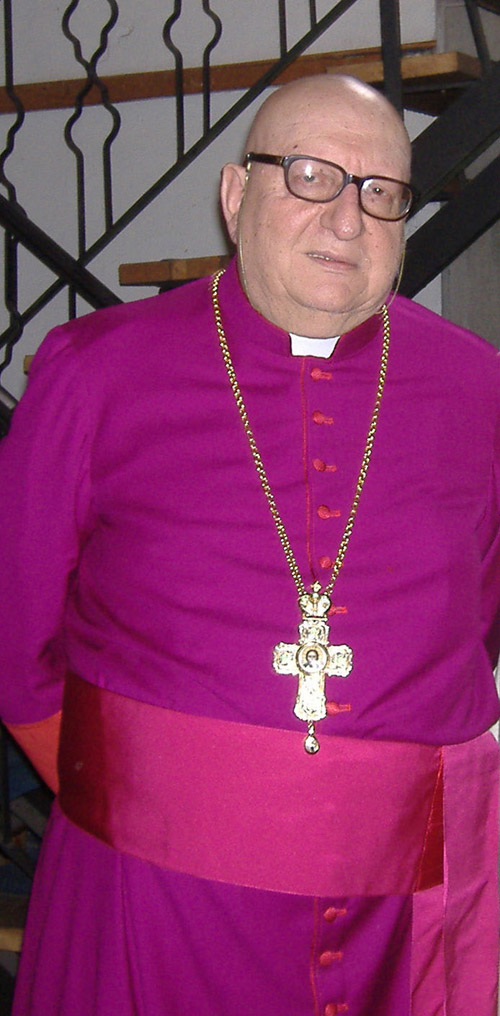
Renzo Francalanci, recteur du sanctuaire.
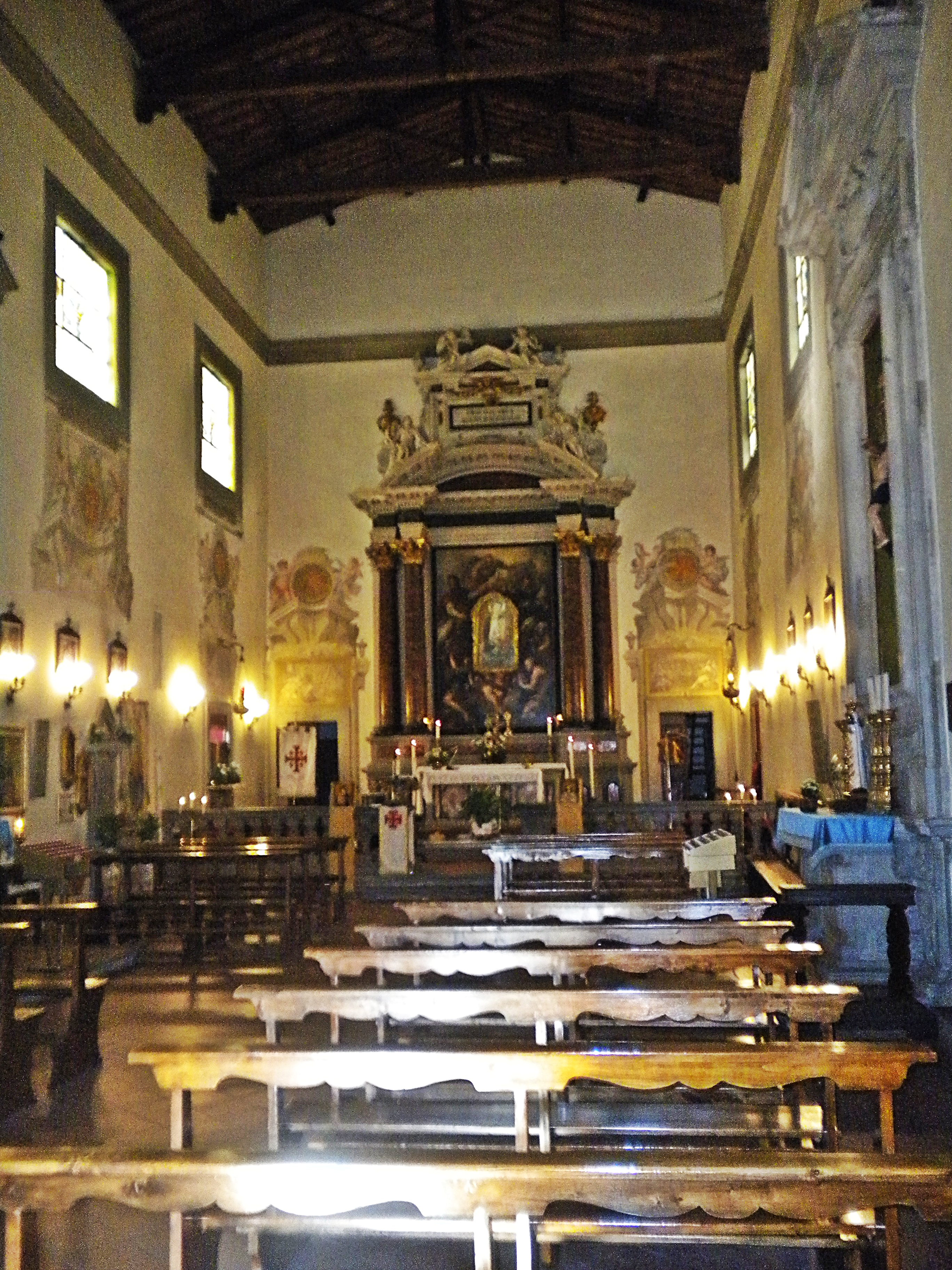
Intérieur du sanctuaire.
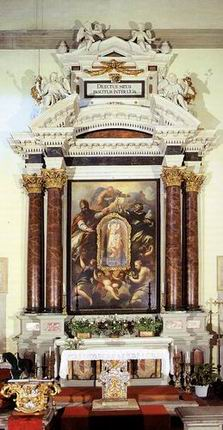
Maître-autel.

## Situation
Le sanctuaire Notre-Dame-du-Lys se situe à Prato, rue Saint-Sylvestre (via San Silvestro), à proximité de la place Saint-Marc (piazza San Marco).